# 1406

## Události
- morová epidemie na českém území

### Probíhající události
- 1405–1433: Plavby Čeng Chea
- 1406–1428: Čínsko-vietnamská válka
- 1402–1413: Osmanské interrengnum

## Narození
- 4. dubna – Ču Čan-šan, syn čínského císaře Chung-siho († 18. února 1478)
- ? – Edmund Beaufort, anglický šlechtic, významná postava války růží i stoleté války († 1455)
- ? – Filippo Lippi, italský renesanční malíř († 1469)
- ? – Jan II. z Pernštejna, moravský šlechtic a jeden ze čtyř správců moravského markrabství († 28. prosince 1475)

## Úmrtí
- 17. března – Ibn Chaldún, arabský učenec (27. května 1332)
- 4. dubna – Robert III., král skotský (* cca 1337)
- 4. května – Coluccio Salutati, italský politik a učenec (* 16. února 1331)
- 15. července – Vilém Habsburský, vévoda rakouský a korutanský (* 1370)
- 1. listopadu – Johana Brabantská, brabantská a lucemburská vévodkyně (* 24. června 1322)
- 6. listopadu – Inocenc VII. (Cosimo de' Migliorati), 204. římský papež (* 1339)
- 18. prosince – Çandarlı Ali Paša, osmanský státník a velkovezír (* ?)
- 25. prosince – Jindřich III. Kastilský, kastilský král (* 4. října 1379)

## Hlavy státu
- České království – Václav IV.
- Moravské markrabství – Jošt Moravský
- Svatá říše římská – Ruprecht III. Falcký
- Papež – Inocenc VII. (do 1. listopadu), Řehoř XII. (od 30. listopadu)
- Anglické království – Jindřich IV.
- Francouzské království – Karel VI. Šílený
- Polské království – Vladislav II. Jagello
- Uherské království – Zikmund Lucemburský
- Byzantská říše – Manuel II. Palaiologos